# Hrabstwo Macon (Karolina Północna)

Piramida wieku hrabstwa

Hrabstwo Macon – hrabstwo w USA, w stanie Karolina Północna, według spisu z 2000 roku liczba ludności wynosiła 29 811. Siedzibą hrabstwa jest Franklin.

## Geografia
Według spisu hrabstwo zajmuje powierzchnię 1345 km², z czego 1337 km² stanowią lądy, a 8 km² stanowią wody.

### Miasta
- Franklin
- Highlands

### Sąsiednie hrabstwa
- Hrabstwo Swain
- Hrabstwo Jackson
- Hrabstwo Rabun
- Hrabstwo Clay
- Hrabstwo Cherokee
- Hrabstwo Graham